# Kamenný most v Konuvere
Kamenný most v Konuvere, estonsky Konuvere kivisild, je kamenný most přes řeku Vigala. Nachází se v Konuvere v kraji Raplamaa v Estonsku.

## Další informace
Kamenný most v Konuvere byl postaven z vápence, dokončen v roce 1861, je dlouhý 110 m a široký 6,4 m. Ve své době byl nejdelším kamenným mostem v Estonsku. Během druhé světové války byl most poškozen a následně opraven. V roce 1998 byl most zapsán na seznam stavebních památek a stal se turistickou atrakcí a k dopravě se již nepoužívá. Vedle mostu se nachází silniční most Konuvere, dokončený v roce 1993.

## Galerie

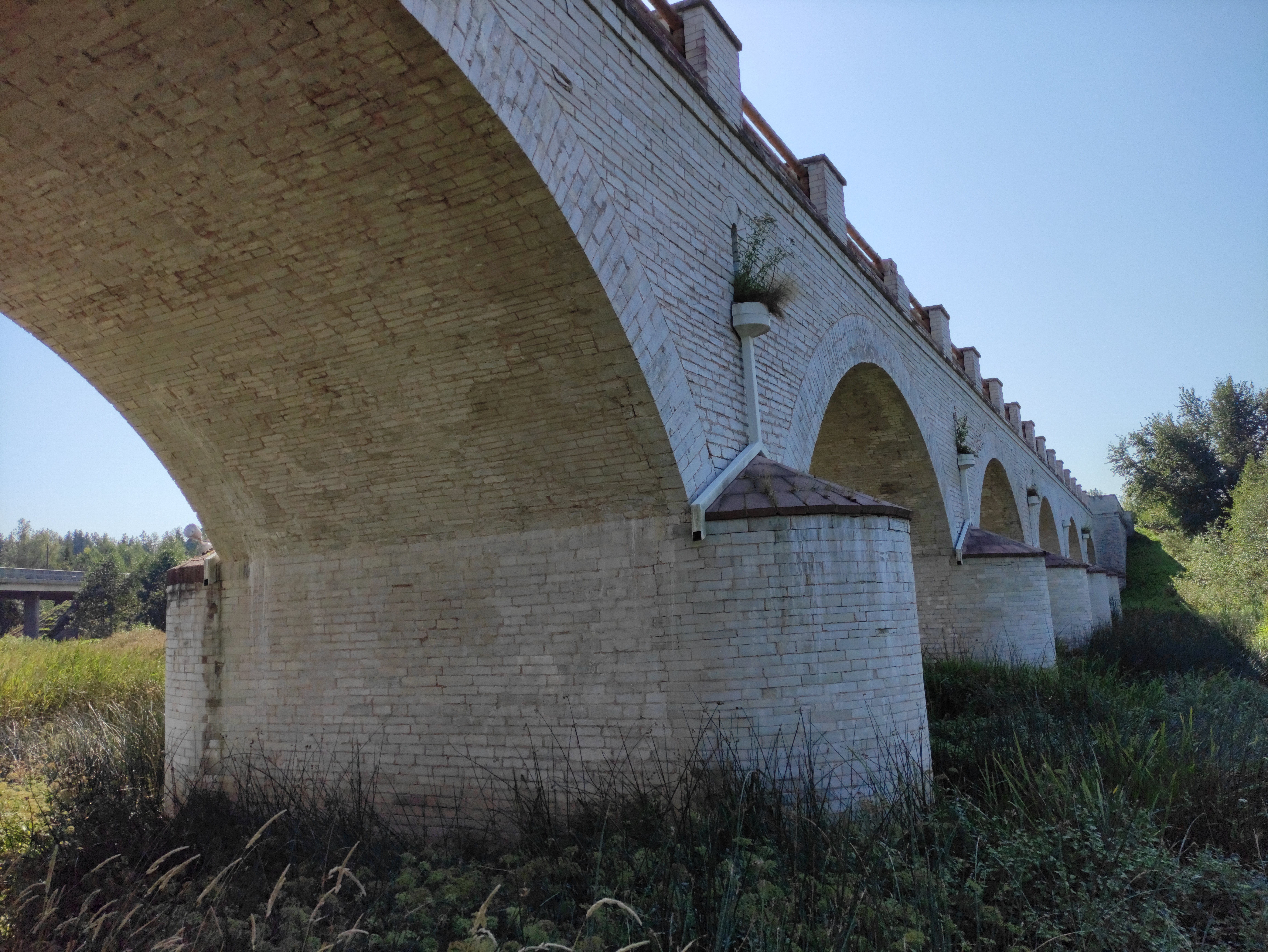
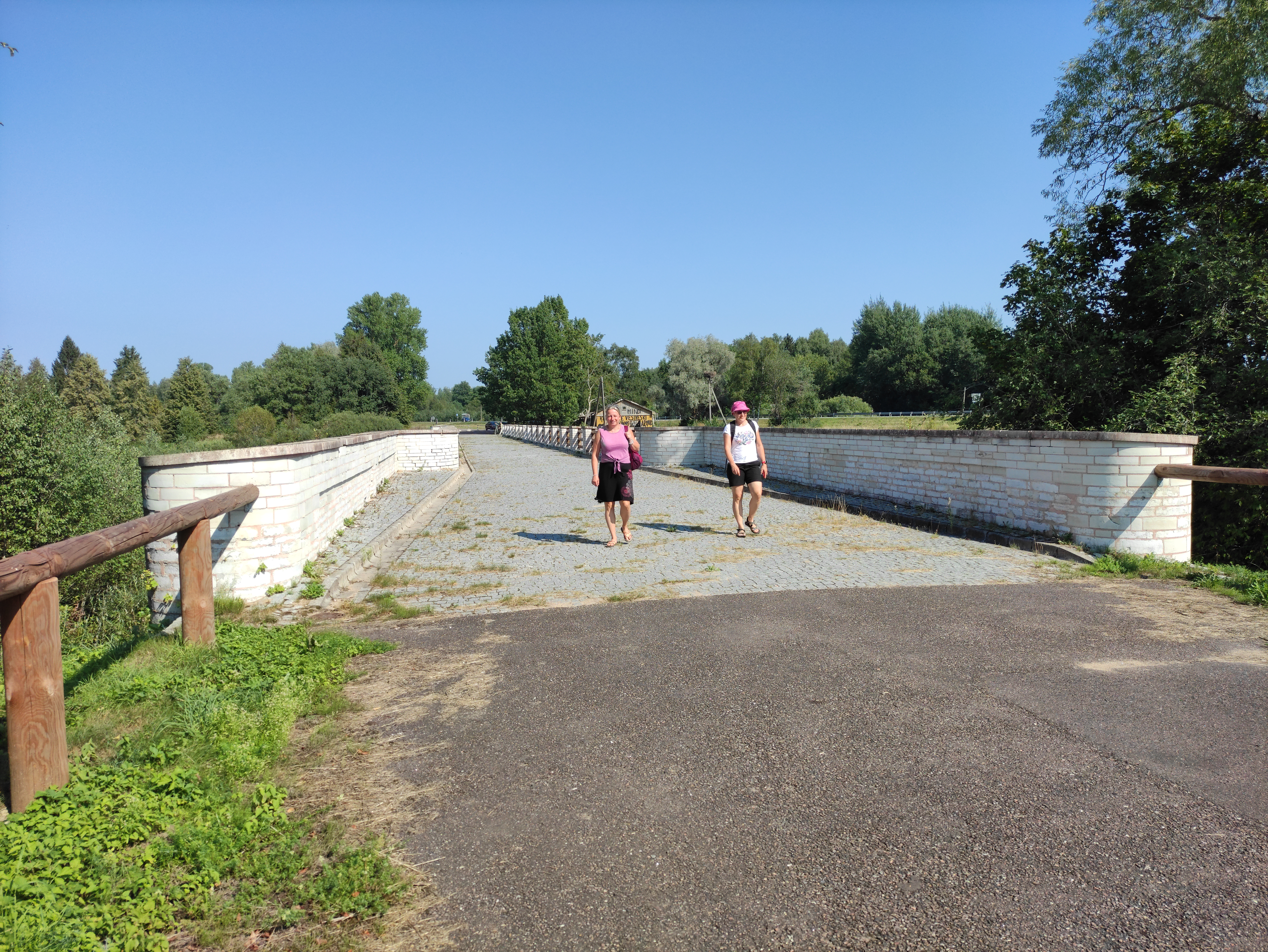
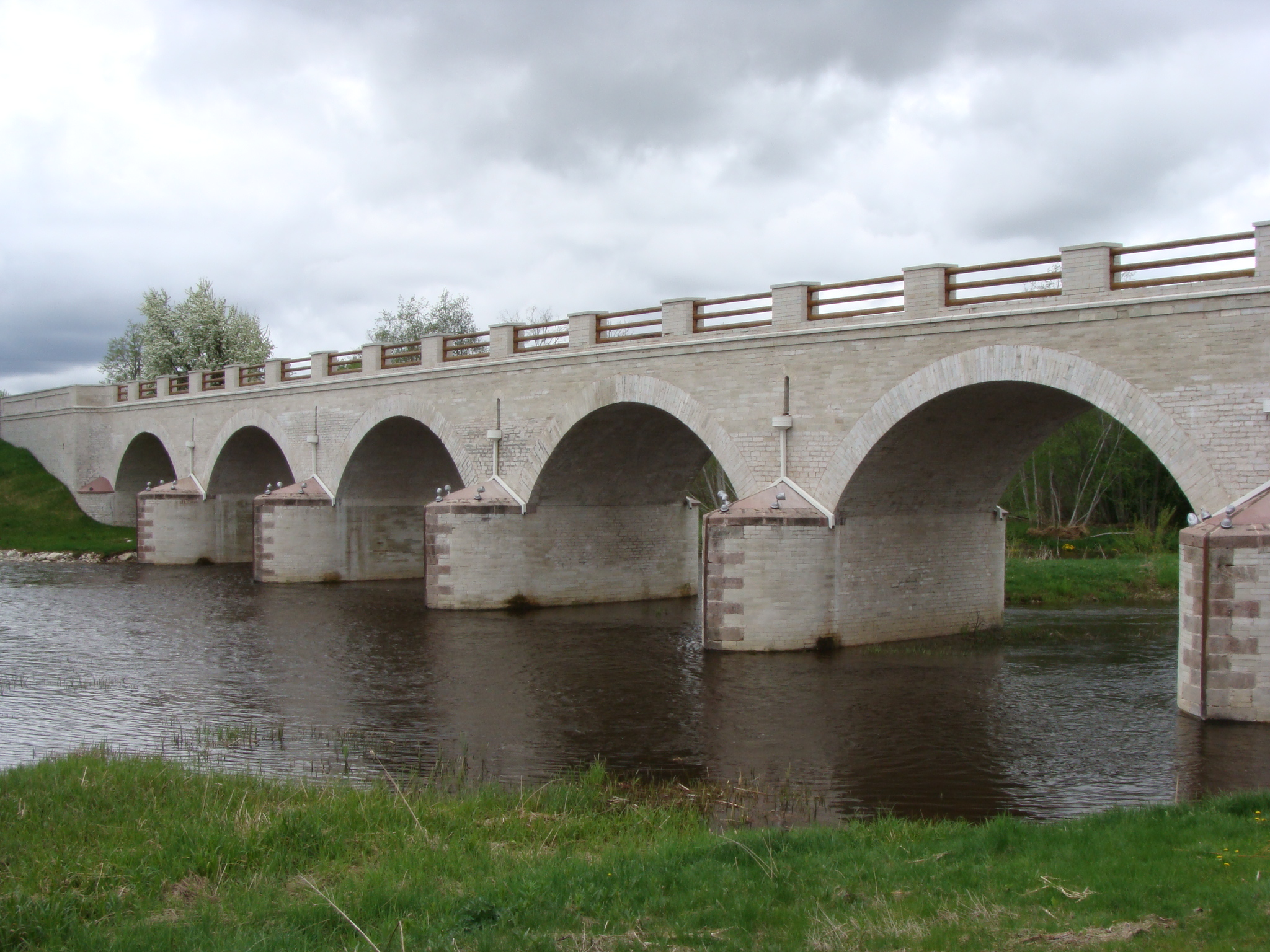
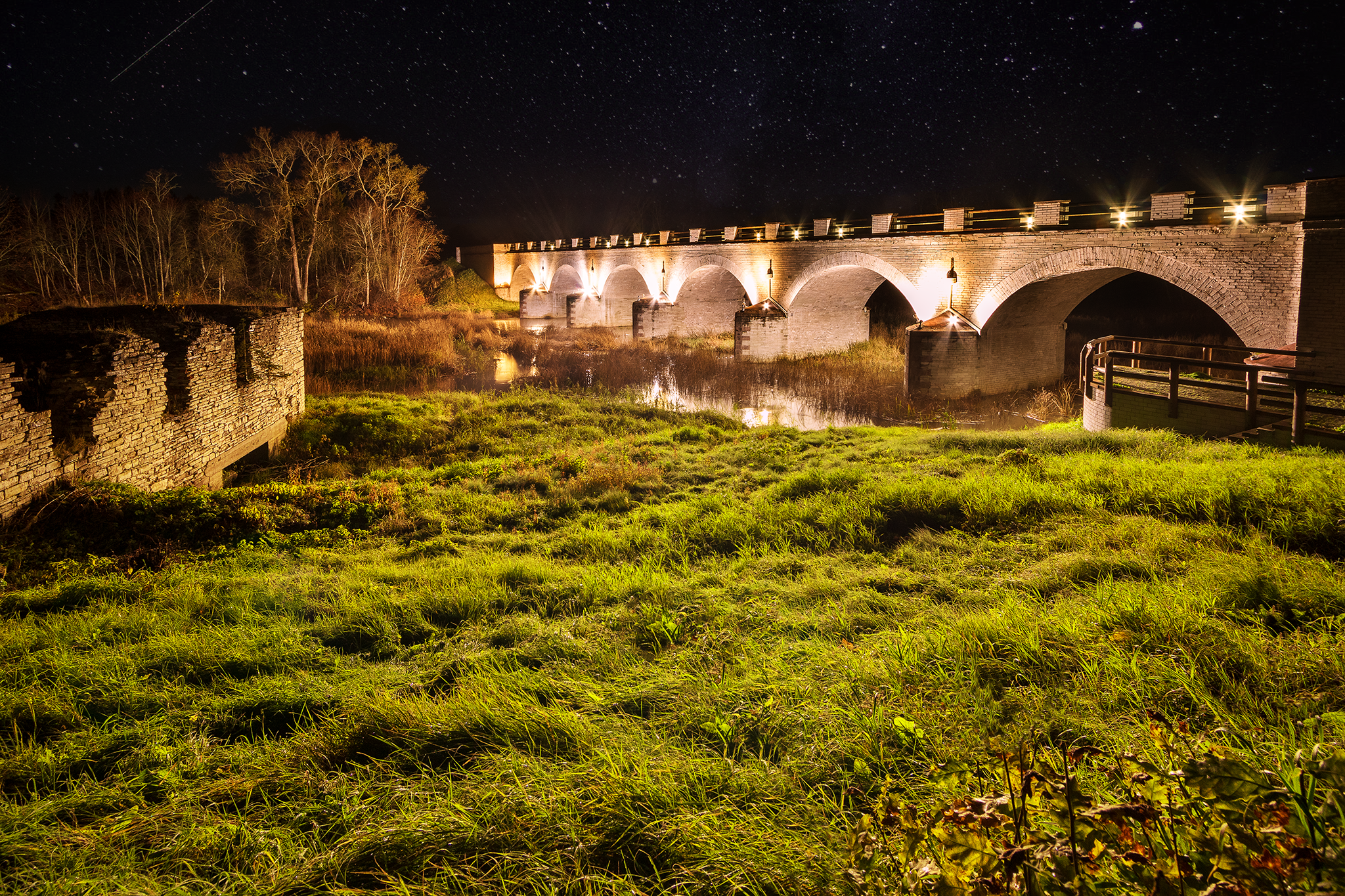